# Педрафіта-до-Себрейро
Педрафіта-до-Себрейро (гал. Pedrafita do Cebreiro, ісп. Piedrafita del Cebrero) — муніципалітет в Іспанії, у складі автономної спільноти Галісія, у провінції Луго. Населення — 1298 осіб (2009).
Муніципалітет розташований на відстані близько 380 км на північний захід від Мадрида, 55 км на південний схід від Луго.
Муніципалітет складається з таких паррокій: О-Себрейро, Фонфрія, Оспіталь, Ліньярес, Лоусада, Лоусарела, Пасіос, Падорнело, Педрафіта-до-Себрейро, Ріосерейша, Вейга-де-Форкас, Санфога.

## Демографія
Динаміка населення (INE ):

## Галерея зображень

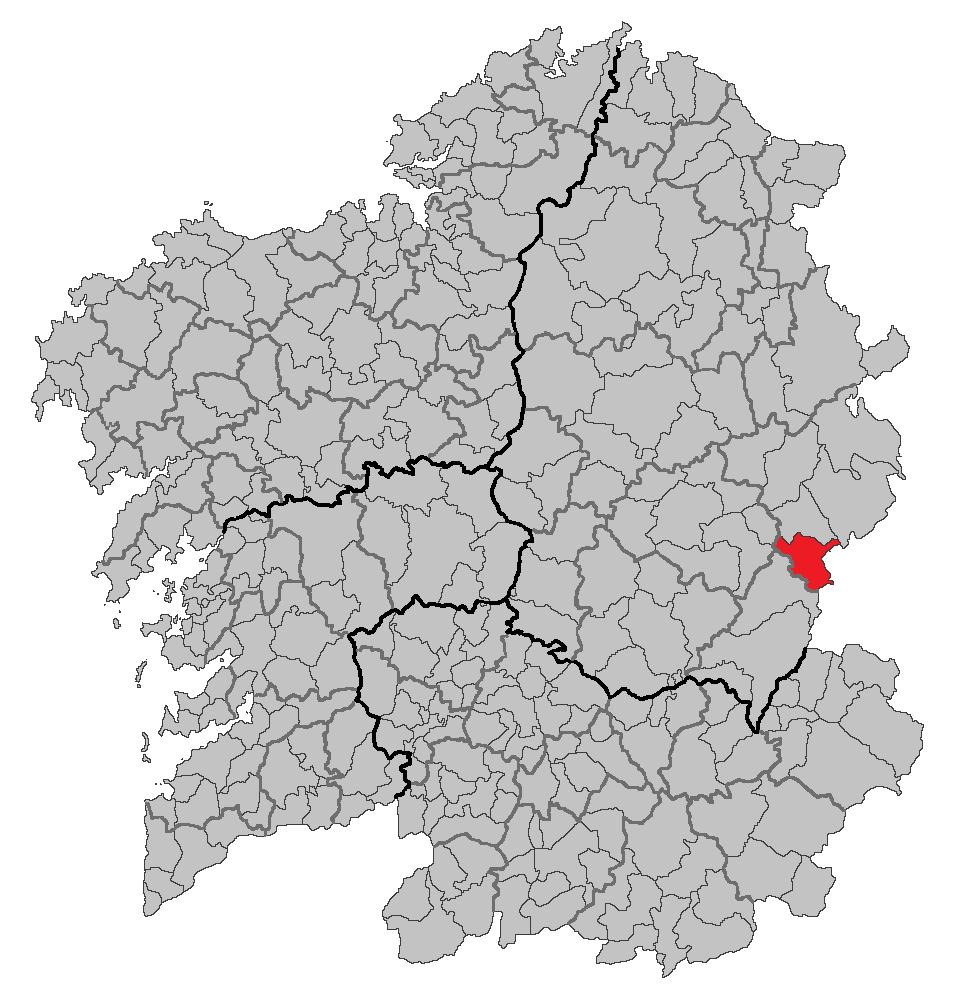
Розташування муніципалітету

## Парафії
Муніципалітет складається з таких парафій: 

## Релігія
Педрафіта-до-Себрейро входить до складу Лугоської діоцезії Католицької церкви.